# Moca Ilit
Moca Ilit (hebrejsky מוֹצָא עִלִּית, doslova „Horní Moca“, v oficiálním přepisu do angličtiny Moza Illit, přepisováno též Motza Illit) je vesnice v Izraeli, v Jeruzalémském distriktu, v Oblastní radě Mate Jehuda.

## Geografie
Leží v nadmořské výšce 646 metrů na zalesněných svazích Judských hor. Východně od vesnice spadá terén prudce do údolí, jímž protéká potok Sorek. Od západu sem podél severní strany obce přitéká vádí Nachal Arza. Na jihu a jihozápadě se rozkládá zalesněná horská krajina s vrchem Har Cheret.
Obec se nachází 45 kilometrů od břehu Středozemního moře, cca 48 kilometrů jihovýchodně od centra Tel Avivu a cca 7 kilometrů severozápadně od historického jádra Jeruzalému. Obec je urbanisticky součástí aglomerace Jeruzalému a s výjimkou jihozápadní strany je obklopena souvisle zastavěným územím Jeruzalému a jeho satelitního města Mevaseret Cijon. Mocu Ilit obývají Židé, přičemž osídlení v tomto regionu je etnicky převážně židovské. Pouze 4 kilometry severozápadně odtud ale leží město Abu Goš, které obývají izraelští Arabové, stejně jako vesnice Ajn Nakuba a Ajn Rafa. Moca Ilit je situována necelé 2 kilometry od Zelené linie, která odděluje Izrael v jeho mezinárodně uznávaných hranicích od území Západního břehu Jordánu. Počátkem 21. století byly přilehlé arabské (palestinské) oblasti Západního břehu od Izraele částečně odděleny pomocí bezpečnostní bariéry.
Moca Ilit je na dopravní síť napojena pomocí lokální silnice číslo 3985, která na severním okraji vesnice ústí do dálnice číslo 1, spojující Jeruzalém s Tel Avivem.

## Dějiny
Moca Ilit byla založena v roce 1950. Ke zřízení osady ale došlo již 10. prosince 1933. Původně šlo o zemědělskou vesnici typu mošav, která vznikla jako satelitní osada již etablovaného židovského osídlení v nedaleké Moca (již v 19. století tam fungoval židovský zájezdní hostinec, později židovské sanatorium).
Vedle Moca Ilit stála do roku 1948 většinově arabská vesnice Kalunia (Kolonia), která uchovávala starší sídelní tradici. V Bibli byla známá jako Mósa (Kniha Jozue 18,26 Římané ji nazývali Colonia Amosa nebo Colonia Emmaus, křižáci Qalonie. Ve středověku tu převládalo arabské osídlení. Zároveň tu ale již roku 1871 vyrostla synagoga. Roku 1945 žilo v Kalunii 1260 lidí (z toho 350 Židů). Izraelci byla Kolonia dobyta v dubnu 1948. Zástavba pak byla z větší částí zbořena, s výjimkou několika domů. Stále stojí stará synagoga.
Až do roku 1948 byla Moca Ilit jednou z nejzazších židovských osad v okolí Jeruzalému. Během války za nezávislost v roce 1948 byla vystavena útokům okolních Arabů. Děti byly evakuovány. Poté, co Jeruzalémský koridor ovládla izraelská armáda, se začala vesnice rozvíjet. Postupně se proměnila v předměstí Jeruzaléma.
Koncem 40. let měla vesnice rozlohu katastrálního území 222 dunamů (0,22 kilometru čtverečního).

## Demografie
Podle údajů z roku 2014 tvořili naprostou většinu obyvatel v Moca Ilit Židé (včetně statistické kategorie "ostatní", která zahrnuje nearabské obyvatele židovského původu ale bez formální příslušnosti k židovskému náboženství).
Jde o menší obec vesnického typu s dlouhodobě stagnující populací. K 31. prosinci 2014 zde žilo 939 lidí. Během roku 2014 populace stoupla o 0,0 %.
| Rok            | 1948 | 1961 | 1972 | 1983 | 1995 | 2001 | 2003 | 2004 | 2005 | 2006 | 2007 | 2008 | 2009 | 2010 | 2011 | 2012 | 2013 | 2014 |
| -------------- | ---- | ---- | ---- | ---- | ---- | ---- | ---- | ---- | ---- | ---- | ---- | ---- | ---- | ---- | ---- | ---- | ---- | ---- |
| Počet obyvatel | 62   | 219  | 451  | 600  | 808  | 798  | 793  | 827  | 828  | 785  | 757  | 770  | 880  | 889  | 924  | 924  | 939  | 939  |